# مايلز أوكونور
مايلز أوكونور (20 أبريل 1982 في كندا - ) هو لاعب كرة قدم كندي في مركز الوسط. شارك مع منتخب كندا تحت 17 سنة لكرة القدم ومنتخب كندا تحت 20 سنة لكرة القدم. أما مع النوادي، فقد لعب مع رويال ريسينغ كلوب مونتينييه وBrampton City United FC ‏ وYork Region Shooters ‏.